# Leda Gloria

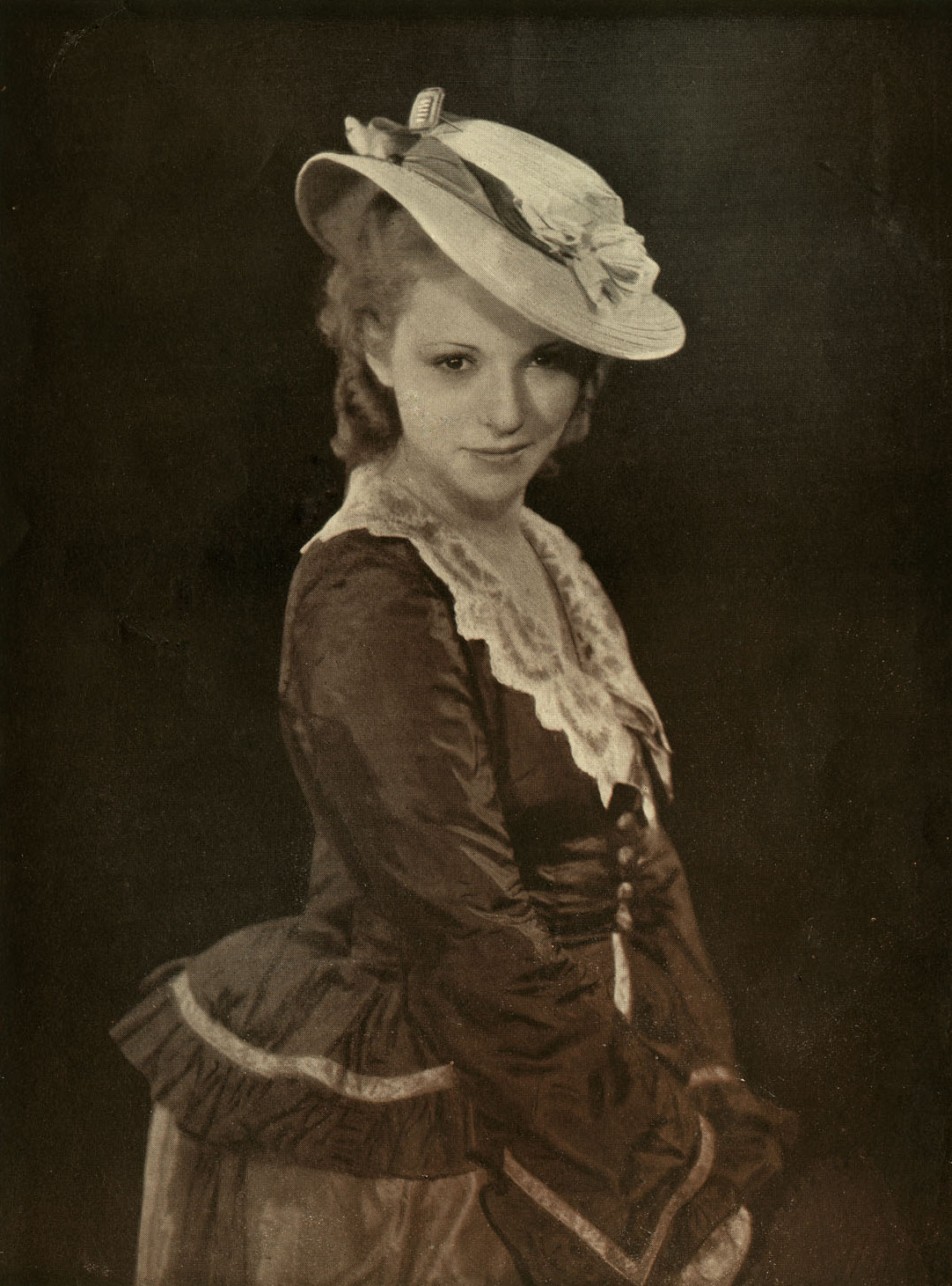
Leda Gloria, um 1941

Leda Gloria (* 30. August 1908 in Rom als Leda oNicoletti; † 16. März 1997 ebenda) war eine italienische Schauspielerin.
Sie debütierte in sehr jungen Jahren in einigen Stummfilmen, die Ende der 1920er Jahre in Rom produziert wurden, und brach ihr Musikstudium als Harfenistin ab.
Am bekanntesten wurde sie in ihrer Rolle als Frau des Bürgermeisters Peppone in der Don-Camillo-und-Peppone-Filmreihe. Zwischen 1929 und 1965 wirkte sie in über sechzig Produktionen mit.
Gloria hatte zwei Töchter, die Zwillinge Atte und Ilia Ughetti, die 1943 zusammen mit ihrer Mutter im Film Redenzione des Regisseurs Marcello Albani zu sehen waren.

## Filmografie (Auswahl)
- 1929: Ragazze non scherzate
- 1930: Es gibt eine Frau, die Dich niemals vergißt
- 1931: Figaro e la sua gran giornata
- 1932: Die Himmelsflotte (L’armata azurra)
- 1936: Nozze vagabonde
- 1938: Arma bianca
- 1942: Zum schwarzen Panther (La pantera nera)
- 1949: Die Mühle am Po (Il mulino del Po)
- 1952: Ketten der Leidenschaft (I grandi peccatori)
- 1952: Don Camillo und Peppone (Le Petit monde de Don Camillo)
- 1953: Don Camillos Rückkehr (Le retour de Don Camillo)
- 1955: Die große Schlacht des Don Camillo (Don Camillo e l’onorevole Peppone)
- 1956: Vater wider Willen (Era di venerdi 17)
- 1958: Gesetz ist Gesetz (La legge è legge)
- 1961: Hochwürden Don Camillo (Don Camillo monsignore… ma non troppo)
- 1965: Genosse Don Camillo (Il compagno Don Camillo)